# Neue Seehütte
Die Neue Seehütte (auch Seehütte und Höllentaler Holzknechthütte) ist eine Schutzhütte der Sektion Höllentaler Holzknecht des ÖTK und befindet sich am Hochplateau der Rax auf 1643 m ü. A. im Bundesland Niederösterreich.

## Lage
Die Neue Seehütte liegt am Fuße des Trinksteinsattels und westlich der Preiner Wand.

## Geschichte

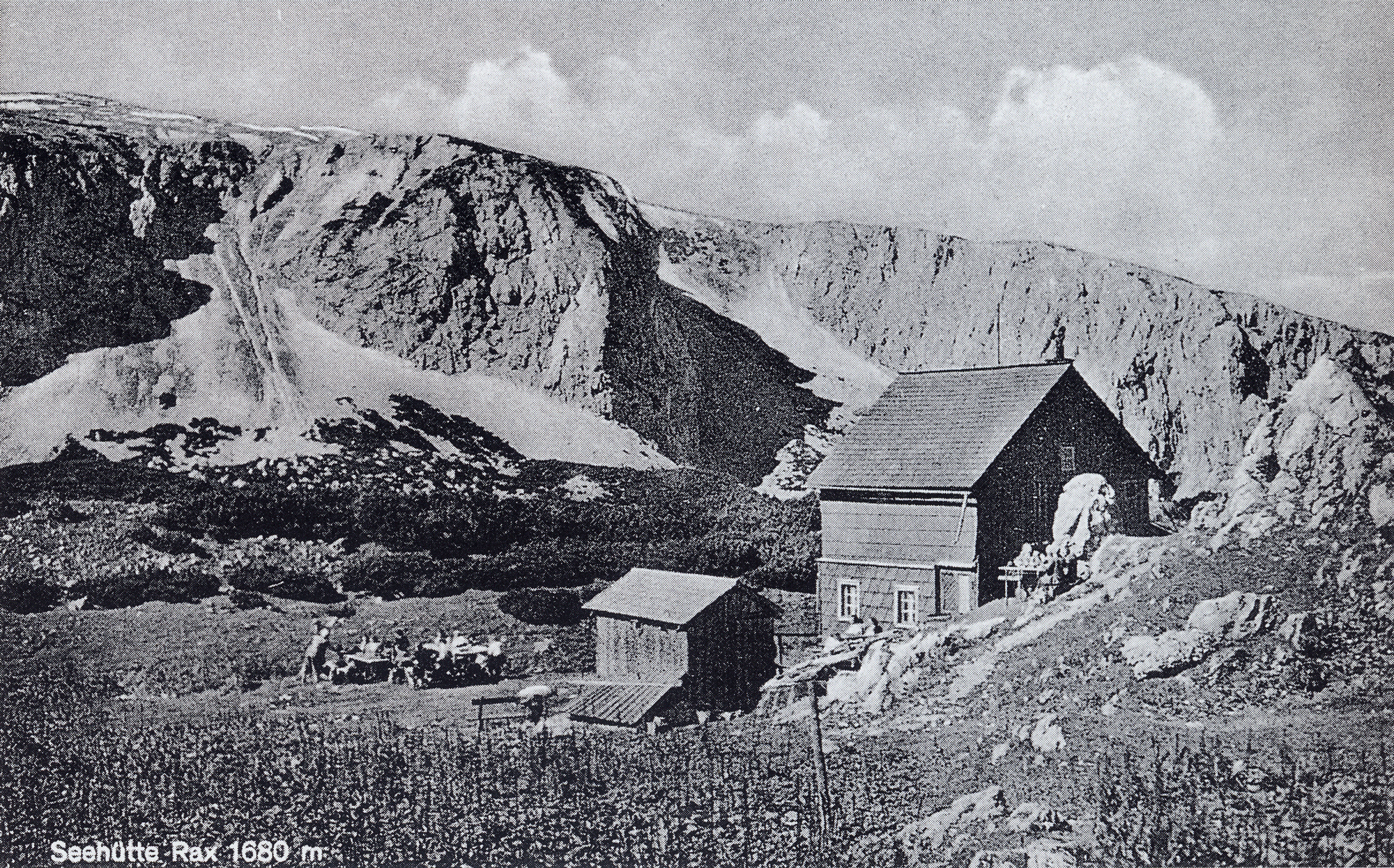
Alte Seehütte mit Nebengebäude (1926)

Aus Anlass eines wetterbedingten Unglücksfalls, bei dem zwei Menschen durch Erfrieren zu Tode kamen, wurde, nach nur einem Monat Bauzeit, am 15. August 1894 die am Seeweg gelegene (später: alte) Seehütte eröffnet. Namensgebend befand sich damals neben der Hütte ein See, der jedoch mit der Zeit versickerte.
Als 1946 von der Grundstückseigentümerin Gemeinde Wien zum erklärten Schutz des Quellgebiets der I. Wiener Hochquellenwasserleitung der (während des Kriegsgeschehens abgelaufene) Pachtvertrag nicht weiter verlängert wurde, musste die Hütte abgetragen werden. 1950 wurde der Bauplan für eine neue Seehütte bewilligt, die dann im Sattel westlich des Schröckenfux-Kreuzes errichtet, 1954 offiziell in Betrieb genommen und im Jahre 1956 praktisch fertiggestellt wurde. Diese Hütte besteht mit Zu-, Um- und Ausbauten bis heute.
Die Hütte bietet keine Übernachtungsmöglichkeiten.

## Aufstiege
- Preiner Gscheid –  Waxrieglhaus – Göbl-Kühn-Steig – Neue Seehütte, Gehzeit ca. 2 Stunden.
- Bergstation Raxseilbahn – Kammweg – Neue Seehütte, Gehzeit ca. 2 Stunden.
- Bergstation Raxseilbahn – Seeweg – Neue Seehütte, Gehzeit ca. 1½ Stunden.

## Übergänge zu anderen Hütten
- Waxriegelhaus
- Habsburghaus
- Karl-Ludwig-Haus
- Gloggnitzer Hütte
- Otto-Schutzhaus